# پوست‌رشته‌ای داروین

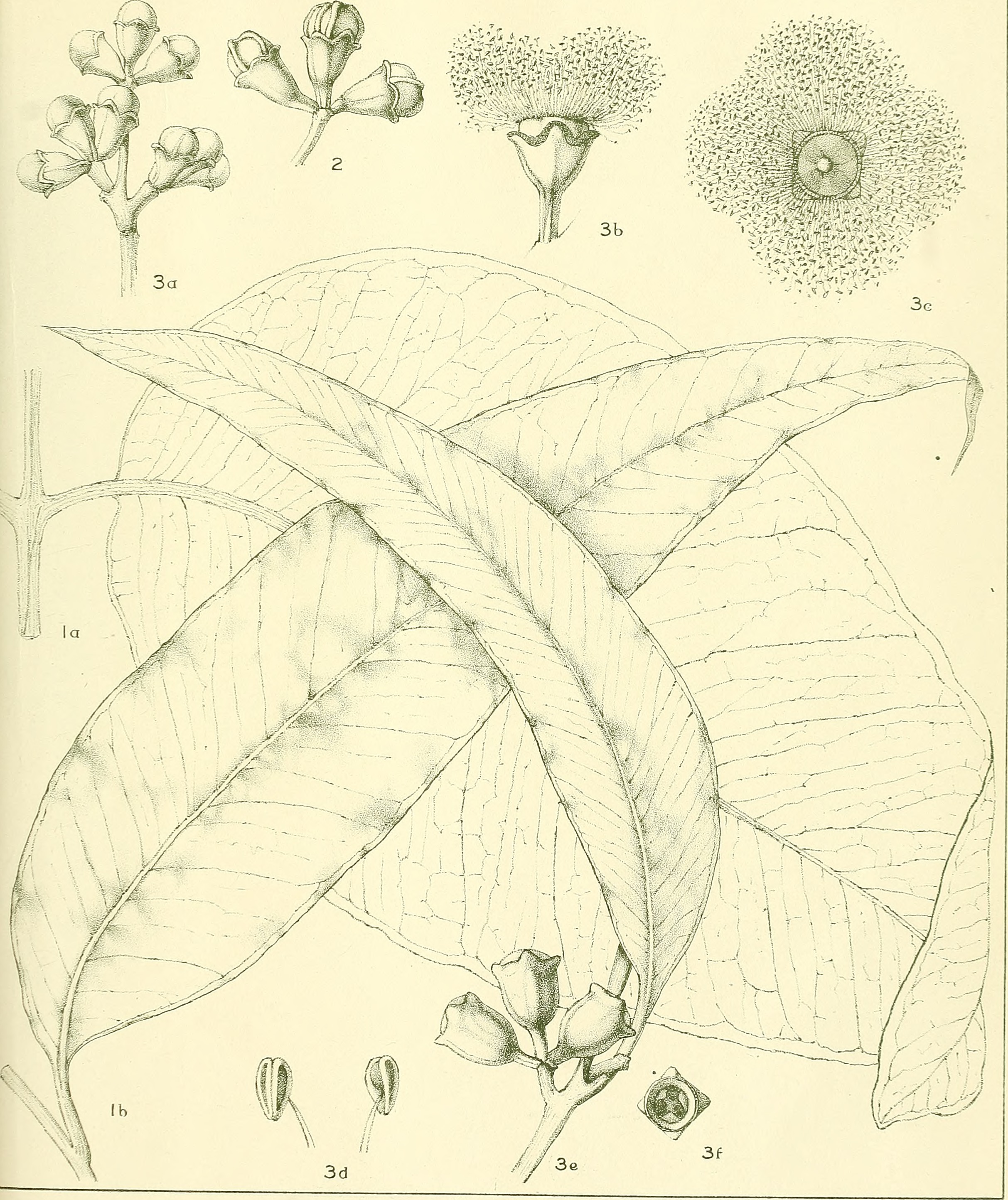
تصویر از کتاب «بازبینی انتقادی سردهٔ اکالیپتوس»، نوشتهٔ جوزف میدن.

پوست‌رشته‌ای داروین (انگلیسی: Eucalyptus tetrodonta) (به انگلیسی: Darwin stringybark یا messmate، مس‌میت)، گونه‌ای از درختان با اندازه متوسط تا بلند است که بومی شمال استرالیا است. این درخت دارای پوستی زبر، رشته‌ای یا فیبری بر روی تنه و شاخه‌ها، برگ‌های نیزه‌ای شکل با آرایش جفت مخالف، غنچه‌های گل در گروه‌های سه‌تایی، گل‌های سفید مایل به کرم و میوه استوانه‌ای است.

## توصیف
پوست‌رشته‌ای داروین درختی است که معمولاً تا ارتفاع ۹ تا ۲۵ متر رشد می‌کند و یک غده چوبی تشکیل می‌دهد. پوست آن زبر، رشته‌ای یا فیبری، خاکستری مایل به قهوه‌ای مایل به قرمز بر روی تنه و شاخه‌ها است. گیاهان جوان و کف‌بری‌ها دارای برگ‌هایی به شکل تخم‌مرغ تا نیزه‌ای پهن هستند که در هر دو طرف به رنگ سبز مایل به آبی کدر می‌باشند و به صورت جفت مخالف، با طول ۱۵۰ تا ۳۵۰ میلی‌متر و عرض ۳۵ تا ۱۲۰ میلی‌متر قرار گرفته‌اند. برگ‌های بالغ به صورت جفت مخالف، با سایه یکسان از سبز مایل به آبی کدر در هر دو طرف، به شکل نیزه‌ای تا نیزه‌ای پهن یا خمیده، به طول ۹۰ تا ۲۴۰ میلی‌متر و عرض ۱۰ تا ۳۵ میلی‌متر، و به سمت یک دمبرگ ۱۱ تا ۲۶ میلی‌متری باریک می‌شوند. جوانه‌های گل در محور برگ‌ها در گروه‌های سه‌تایی بر روی یک دمگل بدون شاخه ۳ تا ۱۷ میلی‌متری مرتب شده‌اند، جوانه‌های منفرد بر روی پایه‌هایی تا ۹ میلی‌متر طول دارند. جوانه‌های بالغ بیضی تا گلابی شکل، به طول ۸ تا ۱۳ میلی‌متر و عرض ۶ تا ۱۲ میلی‌متر با یک کلاهک گرد هستند. گاهی چهار دنده در کناره‌های کلاهک وجود دارد. گلدهی بین ژوئن و سپتامبر اتفاق می‌افتد و گل‌ها سفید یا کرم‌رنگ هستند. میوه یک کپسول چوبی و استوانه‌ای به طول ۱۲ تا ۲۰ میلی‌متر و عرض ۹ تا ۱۷ میلی‌متر با یک دیسک عمودی نزولی و سه یا چهار دریچه در سطح لبه است. دانه‌ها خاکستری، بیضی مسطح و ۲ تا ۴ میلی‌متر طول دارند.

## رده‌بندی و نام‌گذاری
Eucalyptus tetrodonta اولین بار به‌طور رسمی توسط گیاه‌شناس فردیناند فون مولر در سال ۱۸۵۹ در «انجمن لینه‌ای‌های لندن» توصیف شد.
نام گیاه‌شناسی از کلمات یونانی باستان به معنای «چهار» و «دندان» گرفته شده است، با اشاره به چهار دندانی که گاهی در اطراف لبه میوه یافت می‌شود. نزدیک‌ترین خویشاوند این درخت _E. megasepala_ است.
به نظر می‌رسد در مقاله‌ای که در مجله «آسیب‌شناسی گیاهی استرالزی»Australasian Plant Pathology منتشر شده است، نام این گونه به اشتباه «Eucalyptus tetradonta» نوشته شده است.

## پراکندگی و زیستگاه
پوست‌رشته‌ای داروین در دشت‌ها و فلات‌های منطقه کیمبرلی در استرالیای غربی یافت می‌شود، جایی که در مناطق مسطح و فلات‌ها در خاک‌های شنی روی لاتریت، ماسه‌سنگ یا کوارتزیت رشد می‌کند. محدوده آن به سمت شرق در سراسر تاپ اند قلمرو شمالی و بخش‌هایی از خلیج کارپنتاریا و شبه‌جزیره کیپ یورک در شمال کوئینزلند گسترش می‌یابد. این درخت معمولاً بخشی از جوامع جنگلی باز یا جنگل‌های کم‌درخت است.

## وضعیت حفاظت
این گونه اوکالیپتوس توسط دولت استرالیای غربی به عنوان «غیر تهدید شده» طبقه‌بندی شده است، تحت قانون دولت قلمرو شمالی به عنوان «کمترین نگرانی» طبقه‌بندی شده است و تحت قانون دولت کوئینزلند به عنوان «کمترین نگرانی» طبقه‌بندی شده است.